# Antoni Marsinyach i Sellarès
Antoni Marsinyach i Sellarès   (Calders, 17 de juliol de 1949), més conegut com a Ton Marsinyach, és un ex-pilot d'enduro català, Campió d'Espanya amb OSSA el 1974 i amb KTM en 125 cc el 1982. Al llarg de la seva carrera, formà part en nombroses ocasions de l'equip estatal als Sis Dies Internacionals d'Enduro, aconseguint-hi bons resultats.
Des de fa anys, Marsinyach dirigeix un conegut establiment comercial a Manresa: Marsimoto, concessionari de Suzuki i KTM. A banda, és importador per a l'estat espanyol de Husaberg i ho fou durant anys de KTM. El gener del 2024, la Federació Catalana de Motociclisme li concedí el premi Legends en reconeixement de la seva trajectòria motociclista.

## Trajectòria esportiva

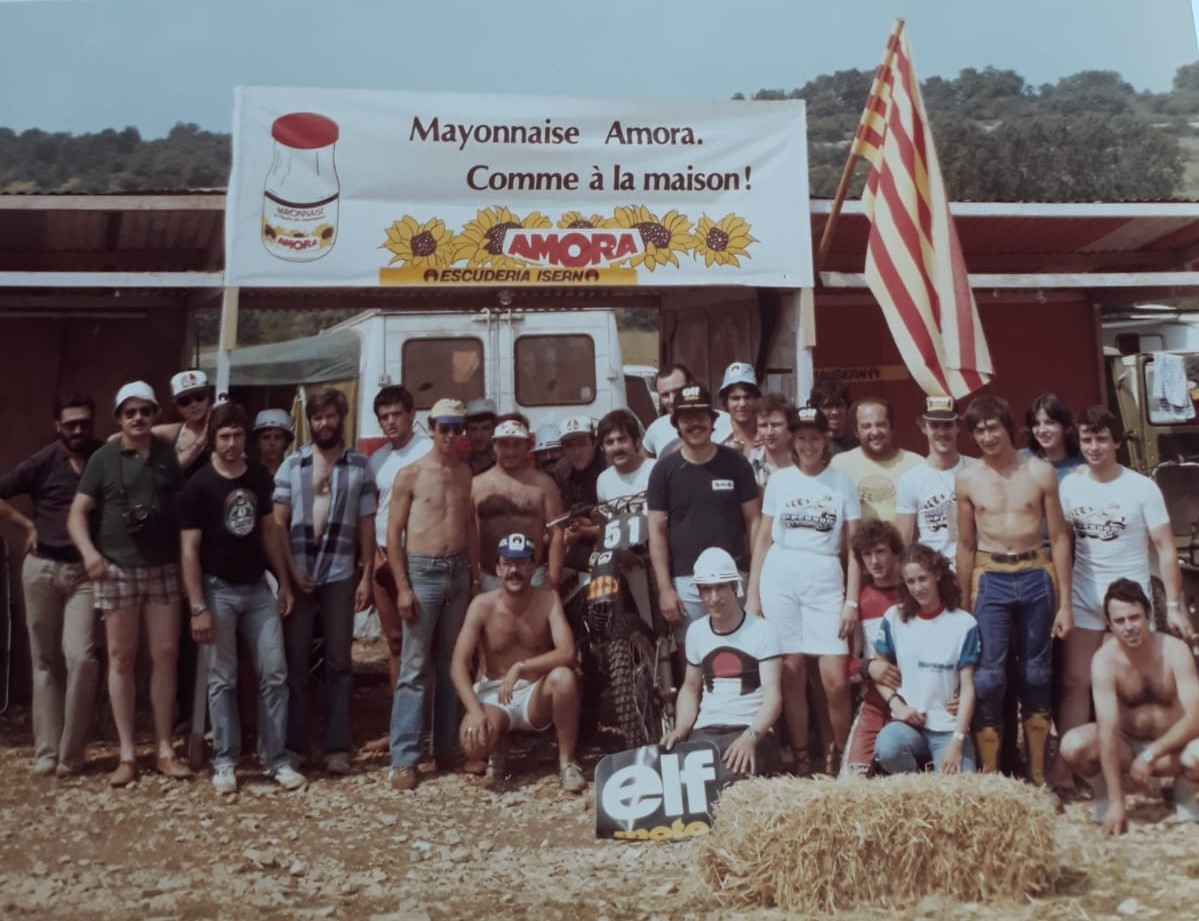
A la dreta, amb la seva dona, Marsinyach al Bol d'Herbe de 1979

Marsinyach començà a competir en motociclisme de velocitat amb una Bultaco 250 cc, aconseguint èxits importants com ara la victòria a les 24 Hores de Montjuïc i un Campionat estatal de resistència en aquesta cilindrada. Més tard canvià a la disciplina de l'enduro (aleshores anomenat Tot Terreny) com a pilot oficial d'OSSA, esdevenint un dels màxims aspirants al Campionat estatal durant els anys 70 i 80. Tenia com a màxims rivals a Narcís Casas O Rei, Josep Maria (Bubú) Casanovas, Joan Bellsolà, Josep Maria Pibernat i més tard Carles Mas (amb qui l'uneix una bona amistat). Durant aquella època competí també esporàdicament en motocròs.
Malgrat la seva alta qualificació, Marsi tingué en Narcís Casas un contrincant imbatible i s'hagué de conformar amb el subcampionat en força ocasions. El 1974 aconseguí el seu primer títol una mica de retruc, ja que aquell any Casas es lesionà fortament en topar amb Bubú Casanovas enmig de Prats de Lluçanès en plena cursa, restant fora de combat una bona temporada.
Quan la seva marca de sempre, OSSA, feu fallida i tancà les portes, Marsinyach passà a l'equip oficial de Montesa i anys després pilotà les KTM, guanyant amb una d'aquestes motocicletes austríaques el Campionat d'Espanya de 1982 en la nova categoria de 125 cc (instaurada el 1980).
Ja com a importador de KTM, des del seu establiment dirigí els equips oficials de la marca tant d'enduro com de motocròs, patrocinant des de Marsimoto pilots de primera línia com ara el sis vegades Campió d'Espanya de motocròs (quatre de les quals amb KTM) Pablo Colomina.

## Palmarès al Campionat d'Espanya d'enduro
| Any          | Motocicleta  | 80 cc | 125 cc | Superiors |
| ------------ | ------------ | ----- | ------ | --------- |
| 1974         | OSSA         | -     | -      | 1r        |
| 1975         | OSSA         | -     | -      | ?         |
| 1976         | OSSA         | -     | -      | 3r        |
| 1977         | OSSA         | -     | -      | 5è        |
| 1978         | Montesa      | -     | -      | 3r        |
| 1979         | Montesa      | -     | -      | 4t        |
| 1980         | Ancillotti   | -     | 2n     | -         |
| 1981         | KTM          | -     | 2n     | -         |
| 1982         | KTM          | -     | 1r     | -         |
| 1983         | Ancillotti   | 3r    | -      | -         |
| Total títols | Total títols | -     | 1      | 1         |